# لهجة عراقية

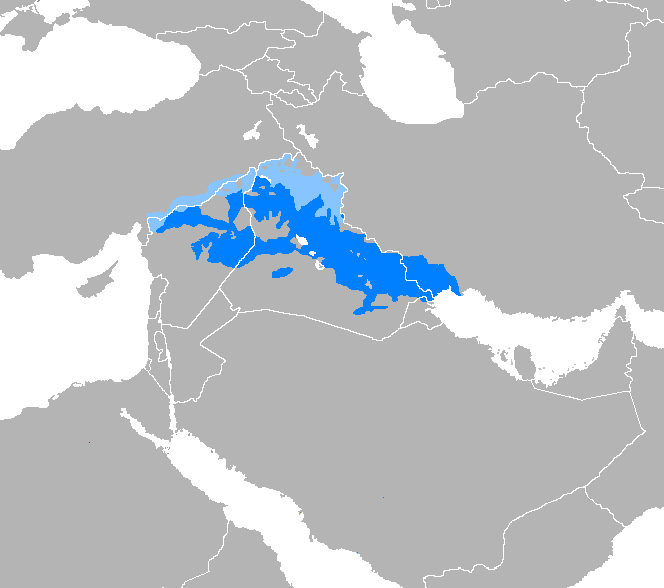

اللهجة العراقية هي سلسلة متصلة من الأنواع المفهومة بشكل متبادل من اللهجات العربية الأصلية في حوض بلاد ما بين النهرين في العراق وكذلك تمتد إلى جنوب شرق تركيا وإيران وسوريا والكويت، ويتم التحدث بها في مجتمعات الشتات العراقية.
تمتلك العربية في بلاد ما بين النهرين ركيزة آرامية سريانية، وتشارك أيضًا تأثيرات مهمة من لغات بلاد ما بين النهرين القديمة السومرية والأكادية، وكذلك الفارسية والتركية والكردية واليونانية. يُقال إن اللغة العربية في بلاد ما بين النهرين هي أكثر اللهجات العربية تأثرًا بالآرامية والسريانية نظرًا لأن اللغة الآرامية السريانية نشأت في بلاد ما بين النهرين وانتشرت في جميع أنحاء الشرق الأوسط (الهلال الخصيب) خلال الفترة الآشورية الجديدة وأصبحت في النهاية لغة مشتركة للغة العربية في المنطقة بأكملها قبل الإسلام. العرب العراقيون والآشوريون هم أكبر الشعوب السامية في العراق ويشتركون في أوجه تشابه كبيرة في اللغة بين بلاد ما بين النهرين العربية والسريانية.

## لهجات عربية
تتميز لهجة العراقيين على تنوعها بقربها من الفصحى غالبا ومقدرة العراقيين على نطق الفصحى سليمة المخارج الصوتية.

### الموصلية
تتنوع لهجات عرب العراق حسب موقع سكنهم ففي الموصل شمال العراق هناك اللهجة الموصلية، أو التي يطلق عليها العراقيون (المصلاوية). وهذه اللهجة قريبة للغة الفصحى الحديثة من ناحية لفظ حرف القاف، لأن بقية العراقيين بحكم لهجاتهم ينطقون حرف القاف مجهورًا /g/ (كالجيم المصرية)، فمثلاً تجد العراقيين في جنوب العراق يلفظون كلمة (قال) بالقاف المجهورة ‎/ga:l/‏، أما المصلاويين فيلفظوها بالقاف المهموسة كالفصحى /q/. وكلما اتجهت من الموصل إلى الجنوب، تتغير اللهجة وتتحول إلى لهجة قريبة للبداوة، نظراً للمد البدوي في المحافظات الشمالية من العراق، من أمثال بيجي والشرقاط والعلم والضلوعية وغيرها من محافظة صلاح الدين أما بتكريت والدور فلهجتهما أقرب إلى اللهجة الموصلية.

### البغدادية
أما لهجة وسط العراق مثل أهل محافظة ديالى، وبلد والدجيل، فإن هذه المدن لهجتها قريبة للبغدادية ولكن التأثير البدوي يلقي بمسحة عليها.
أما بغداد، فتمتاز لهجتها، بالبساطة، وبطئ الكلام ووضوحه، وهي أقرب اللهجات العراقية للفصيح.
اللهجة الحلاوية المحكية في محافظة بابل تكون قريبة من البغدادية.
اللهجة الأنبارية وغرب العراق كمدينة الرمادي والفلوجة هي مزيج بين اللهجة البغدادية والبدوية تمتاز بالكثير من المفردات البدوية القديمة وهي واضحة وخفيفة.
واللهجة الكربلائية هي قريبة للهجة البغدادية، ولكن هناك فوارق في بعض الكلمات، فمثلاً البغداديون إن أرادوا أن يقولوا هذا هو هنا، فيقولون: هياته هوه هنانه. أما الكربلائية فيقولون حسب لهجتهم، هذا هوه هنانه.

### الجنوبية
أما اللهجة النجفية، فهي تقترب للريف أكثر، فإنهم يكسرون أول الأفعال في معظم الأحيان، فمثلاً عندما يريد أن يقول أقول لك، فإن النجفي يقول: أگِلَّك، أو عندما يريد أن يقول: أضربك، فإنه يقول: أضِربك.
وعند النجفيين لفظه (چه) أو بصورة أصح (تشه)، وهي تعني، إذن، وأصل هذا المصطلح هو الكلمة الآرامية «كا» والتي تعطي نفس المعنى وتستخدم بنفس الطريقة خاصة قبل الأفعال وهي كلمة مستخدمة إلى حد الآن في القصائد الآرامية.
وكلما اتجهت جنوباً تجد اللهجة الريفية العراقية المحببة، وإن معظم شعراء اللهجة العامية العراقية؛ هم من الريف الجنوبي العراقي، واللهجة الريفية الجنوبية واضحة لكل العراقيين.
وهي قريبة للهجة النجفية، ولكنها، في الوقت نفسه، تحتوي على كثير من المفردات التي لو راجعتها تجد أصلها فصيح وبليغ، لهذا نبغ الشعراء الريفيين أكثر من أهل المدينة العراقية، وكان صوتهم أروع وأشجى عند قولهم لأشعارهم.
ولهجة الريفي، تمتاز ببساطتها، وبسرعتها رغم أن بعض أهل المدينة تصعب عليهم فهم بعض مفرداتها.
أما بالنسبة للهجة البصراوية فهي أقرب اللهجات العراقية للهجة الخليجية وتختلف بشكل واضح عن لهجة الريف الجنوبي حيث أنها خليط من اللهجة الخليجية الحضرية والبدوية وبعض المفردات الفارسية والإنكليزية والتركية إضافة إلى تأثّرها بلهجة الريف الجنوبي. اللهجة البصراوية دارجة الاستخدام في البصرة وخصوصاً أهالي البصرة القديمة ولدى العوائل البصرية العريقة وكذلك في الزبير وأبو الخصيب وسفوان وأم قصر وبعض مناطق الناصرية. هذه اللهجة بدأت بالانحسار نسبياً وذلك للهجرة الكثيفة من الريف للمدينة في منتصف القرن الماضي وامتزاجها مع لهجات ريف الجنوب.

## لهجات كردية
يتكلم كرد العراق لهجتين رئيسيتين من لهجات اللغة الكردية: الأولى هي اللهجة الكرمانجیة الشمالیة العراقية التي تتضمن الكثير من الكلمات المقتبسة من اللغة العربية العراقية. كثير من كرد العراق ينطقون باللهجة الكرمانجیة الشمالیة ويتكلمها غالباً الكرد القاطنين مدينة دهوك العراقية التي تقع أقصى الشمال العراقي، أما اللهجة الثانية وهي سورانية كردية فيتكلمها أهل مدينة اربيل وكذلك سكان محافظة السليمانية المحاذية للحدود الإيرانية.